# Notiphila nudipes
Notiphila nudipes är en tvåvingeart som beskrevs av Cresson 1917. Notiphila nudipes ingår i släktet Notiphila och familjen vattenflugor. Inga underarter finns listade i Catalogue of Life.